# Admirális – Aki legyőzte Japánt
Az Admirális – Aki legyőzte Japánt (hangul: 명량, Mjongnjang (Myeongryang), angol címe: The Admiral: Roaring Currents) 2014-es dél-koreai film. Kim Hanmin (Kim Han-min) rendezte, főszereplője pedig Cshö Minsik (Choi Min-sik). Több mint 100 millió dolláros bevételt hozott. Hazai nézőszámait tekintve a valaha volt legsikeresebb dél-koreai film, 17,6 millió nézővel, míg bevétel tekintetében a második legsikeresebb film (2020-as adatok alapján).

## Cselekmény
A film az 1597-es mjongjang (myeongryang)i csatáról szól, Csoszon (Joseon) legsikeresebb tengernagyának, I Szunsin (Yi Sun-sin)nak állít emléket, aki 12 hajóval vert vissza 330 támadó japán hajót.

## Szereplők
| Színész                                    | Szerep                                |
| ------------------------------------------ | ------------------------------------- |
| Cshö Minsik (최민식, Choi Min-sik)         | I Szunsin (Yi Sun-sin)                |
| Rju Szungnjong (류승룡, Ryu Seung-ryong)   | Kurusima Micsifusza                   |
| Cso Dzsinung (조진웅, Cho Jin-woong)       | Vakiszaka Jaszuharu                   |
| Csin Gu (진구, Jin Goo)                    | Im Dzsunjong (임준영, Im Jun-yeong)   |
| I Dzsonghjon (이정현, Lee Jung-hyun)       | Csong (정, Jeong) hölgy               |
| Kvon Jul (권율, Kwon Yul)                  | I Hö (이회, Yi Hwoe)                  |
| No Minu (노민우, No Min-woo)               | Haru (하루, Ha-ru)                    |
| Kim Thehun (김태훈, Kim Tae-hoon)          | Kim Dzsunggol (김중걸, Kim Jung-geol) |
| Ótani Rjóhei                               | Csunsza (준사, Junsa)                 |
| Pak Pogom (박보검, Park Bo-gum)            | Szubong (수봉, Su-bong)               |
| Ko Gjongphjo (고경표, Go Kyung-pyo)        | O Dugi (오둑이, Oh Duk-yi)            |
| Kim Guthek (김구택, Kim Gu-taek)           | Pe Hongszok (배홍석, Bae Hong-seok)   |
| Pak Nosik (박노식, Park No-sik)            | Kim Okcshu (김억추, Kim Eok-chu)      |
| I Szungdzsun (이승준, Lee Seung-joon)      | Anü (안위, Ahn-wi)                    |
| I Hejong (이해영, Lee Hae-yeong)           | Szong Hirip (송희립, Song Hee-rip)    |
| Kim Mjonggon (김명곤, Kim Myung-gon)       | Tódó Takatora                         |
| Kim Vonhe (김원해, Kim Won-hae)            | Pe Szol (배설, Bae Seol)              |
| Csang Dzsunnjong (장준녕, Jang Jun-nyeong) | Na Dejong (나대용, Na Dae-yong)       |
| Kim Gildong (김길동, Kim Gil-dong)         | Hvang Boman (황보만, Hwang Bo-man)    |